# Gustavia magnifica
Gustavia magnifica är en kvalsterart som beskrevs av Golosova och Karppinen 1984. Gustavia magnifica ingår i släktet Gustavia och familjen Gustaviidae. Inga underarter finns listade i Catalogue of Life.